# Pierre Joseph Wincqz
Pierre Philippe Joseph Wincqz (Zinnik, 24 oktober 1811 - 3 april 1877) was een Belgisch senator en burgemeester.

## Levensloop
Hij was een zoon van Gregoire Wincqz en van Marie-Nathalie Seutin. Hij trouwde met Marie-Antoinette Van Mierlo en ze waren de ouders van volksvertegenwoordiger Grégoire Wincqz.
Hij was eigenaar en uitbater van de steengroeven Carrières P.-J. Wincqz.
In 1841 werd hij gemeenteraadslid van Zinnik, was schepen (1843-1845 en 1851-1852) en burgemeester (1852-1877). Hij was ook provincieraadslid van 1848 tot 1857.
In 1857 werd hij verkozen tot liberaal senator voor het arrondissement Zinnik en vervulde dit mandaat tot aan zijn dood.
Hij was betrokken bij verschillende plaatselijke organismen, zoals:
- de landbouwcomice voor Zinnik, als voorzitter,
- de Société d'Agriculture van Zinnik, als voorzitter,
- de Kamer van Koophandel van Bergen, als bestuurder,
- de teken- en boetseerschool van Zinnik, als stichter.

Hij was lid van de vrijmetselaarsloge La Parfaite Egalité in Bergen.